# Единственият
„Единственият“ (на английски: The One) е американски научнофантастичен екшън филм от 2001 г. на режисьора Джеймс Уонг, който е съсценарист със Глен Морган. Във филма участват Джет Ли, Делрой Линдо, Карла Гуджино и Джейсън Стейтъм.
Филмът е пуснат в Съединените щати от „Кълъмбия Пикчърс“ на 2 ноември 2001 г. и получава негативни критични отзиви, но печели 78,5 млн. щ.д. в световен мащаб.